# دیوان ناصر خسرو قبادیانی
دیوان ناصر خسرو قبادیانی اثر حکیم ناصر بن خسرو بن حارث قبادیانی بلخی مروزی، مکنی به ابومعین و ملقب به ادیب و دبیر فاضل و متخلص به حجّت، شاعر بلندآوازه فارسی‌زبان است. دیوان او مشتمل بر ۱۱۳۷۳ بیت و مرکب از اشعار فارسی و عربی است. اشعار دورهٔ جوانی او که متضمن مدح، غزل و هزل بود همه از میان رفته یا شاید خود شاعر بعد از سفر مکه یا جریان تبعید آنها را از بین اوخراست برده‌است.

## طلوع و فروغ
«ناصر بن خسرو بن حارث قبادیانی بلخی مروزی در ذیقعده ۳۹۴ قمری در قبادیان بلخ متولد شد.»
«وی در ۸۷ سالگی در سال ۴۸۱ در یمگان بدخشان درگذشت. جسمش را در همان‌جا به خاک سپردند.» «قبر ناصر خسرو در درهٔ یمگان بوده و ظاهراً هنوز هم آنجاست.»اوخراست

## محتوا
دیوان ناصر خسرو قبادیانی کتابی است مشتمل بر همه اشعار باقی‌مانده از ناصر خسرو قبادیانی. شعرها به زبان‌های فارسی و عربی است. مهم‌ترین بخش آن، قصاید اوست. شعرهایی در دیگر قالب‌های شعری همانند مقطَّعات و رباعی هم در این دیوان هست.
دیوان او مشتمل بر ۱۱۱۵۶ بیت قصیده، ۲۱۵ بیت مقطَّعات و ۱ رباعی در ۲ بیت و در مجموع ۱۱۳۷۳ بیت سروده‌است.

## سال نگارش
دیوان ناصر خسرو قبادیانی تا سال ۴۸۱ قمری نوشته شده‌است.

## سبک نگارش
ناصر خسرو در دوره اوج سبک  خراسانی شعر می‌سرود که از اوایل سدهٔ چهارم تا میانه‌های سدهٔ ششم هجری کاربرد داشت. این سبک از لحاظ زمانی به دو دورهٔ سامانیان و غزنویان-سلجوقیان تقسیم می‌شود.

## اوزان و بحور شعری
| ردیف  | وزن                              | بحر                          | بسامد | درصد   |
| ----- | -------------------------------- | ---------------------------- | ----- | ------ |
| ۱     | فعولن فعولن فعولن فعولن          | متقارب مثمن سالم             | ۱۵    | ۵/۷۷   |
| ۲     | مفعول فاعلات مفاعیلن             | مضارع مسدس اخرب مکفوف        | ۱۳    | ۵/۰۰   |
| ۳     | مفعول مفاعلن مفاعیلن             | هزج مسدس اخرب مقبوض          | ۱۳    | ۵/۰۰   |
| ۴     | فاعلاتن فاعلاتن فاعلاتن فاعلن    | رمل مثمن محذوف               | ۱۳    | ۵/۰۰   |
| ۵     | مفاعیلن مفاعیلن مفاعیلن مفاعیلن  | هزج مثمن سالم                | ۱۱    | ۴/۲۳   |
| ۶     | فاعلاتن مفاعلن فعلات             | خفیف مسدس مخبون مقصور        | ۱۱    | ۴/۲۳   |
| ۷     | فعولن فعولن فعولن فعول           | متقارب مثمن مقصور            | ۱۰    | ۳/۸۴   |
| ۸     | مفتعلن مفتعلن فاعلات             | سریع مسدس مطوی موقوف         | ۱۰    | ۳/۸۳   |
| ۹     | مفاعیلن مفاعیلن فعولن            | هزج مسدس محذوف               | ۹     | ۳/۴۶   |
| ۱۰    | مفعول مفاعلن فعولن               | هزج مسدس اخرب مقبوض محذوف    | ۹     | ۳/۴۶   |
| ۱۱    | مفعول مفاعیل فاعلاتن             | قریب مسدس اخرب مکفوف         | ۹     | ۳/۴۶   |
| ۱۲    | مفعول مفاعیل مفاعیل مفاعیل       | هزج مثمن اخرب مکفوف مقصور    | ۹     | ۳/۴۶   |
| ۱۳    | مفاعلن فعلاتن مفاعلن فعلن        | مجتث مثمن مخبون ابتر (محذوف) | ۹     | ۳/۴۶   |
| ۱۴    | فاعلاتن فعلاتن فعلاتن فعلات      | رمل مثمن مخبون مقصور         | ۹     | ۳/۴۶   |
| ۱۵    | مفعول فاعلات مفاعیل فاعلات       | مضارع مثمن اخرب مکفوف مقصور  | ۹     | ۳/۴۶   |
| ۱۶    | فاعلاتن فاعلاتن فاعلات           | رمل مسدس مقصور               | ۸     | ۳/۰۸   |
| ۱۷    | فاعلاتن فعلاتن فعلاتن فع         | رمل مثمن مخبون مجحوف         | ۸     | ۳/۰۸   |
| ۱۸    | مفعول فاعلات مفاعیل فاعلن        | مضارع مثمن اخرب مکفوف محذوف  | ۸     | ۳/۰۸   |
| ۱۹    | مفاعیلن مفاعیلن مفاعیل           | هزج مسدس مقصور               | ۷     | ۲/۶۹   |
| ۲۰    | مفتعلن فاعلات مفتعلن فع          | منسرح مثمن مطوی منحور        | ۷     | ۲/۶۹   |
| ۲۱    | مفتعلن فاعلات مفتعلن فاع         | منسرح مثمن مطوی مجدوع        | ۷     | ۲/۶۹   |
| ۲۲    | مفعول مفاعیل مفاعیل فعولن        | هزج مثمن اخرب مکفوف محذوف    | ۷     | ۲/۶۹   |
| ۲۳    | مفتعلن فاعلات مفتعلن             | منسرح مسدس مطوی              | ۵     | ۱/۹۲   |
| ۲۴    | مفتعلن مفتعلن فاعلن              | سریع مسدس مطوی مکشوف         | ۵     | ۱/۹۲   |
| ۲۵    | مفاعلن فعلاتن مفاعلن فعلات       | مجتث مثمن مخبون مقصور        | ۵     | ۱/۹۲   |
| ۲۶    | مفعول مفاعلن مفاعیل              | هزج مسدس اخرب مقبوض مقصور    | ۴     | ۱/۵۴   |
| ۲۷    | مفعول فاعلاتن مفعول فاعلاتن      | مضارع مثمن اخرب              | ۴     | ۱/۵۴   |
| ۲۸    | فاعلاتن فاعلاتن فاعلاتن فاعلات   | رمل مثمن مقصور               | ۳     | ۱/۱۵   |
| ۲۹    | فاعلاتن فاعلاتن فاعلن            | رمل مسدس محذوف               | ۳     | ۱/۱۵   |
| ۳۰    | مفعول مفاعیل فاعلاتان            | قریب مسدس اخرب مسبغ          | ۳     | ۱/۱۵   |
| ۳۱    | مفعول فاعلات مفاعیل فع           | مضارع مثمن اخرب مکفوف مطموس  | ۳     | ۱/۱۵   |
| ۳۲    | فعولن فعولن فعولن فعل            | متقارب مثمن محذوف            | ۲     | ۰/۷۷   |
| ۳۳    | فاعلاتن فعلاتن فعلاتن فاع        | رمل مثمن مخبون مجدوع         | ۲     | ۰/۷۷   |
| ۳۴    | مفعول فاعلات مفاعیلان            | مضارع مسدس اخرب مسبغ         | ۲     | ۰/۷۷   |
| ۳۵    | مستفعلن مستفعلن مستفعلن مستفعلن  | رجز مثمن سالم                | ۱     | ۰/۳۹   |
| ۳۶    | مفاعیلن مفاعیلن مفاعیلن مفاعیلان | هزج مثمن مسبغ                | ۱     | ۰/۳۹   |
| ۳۷    | مفاعیلن مفاعیلن مفاعیلن          | هزج مسدس سالم                | ۱     | ۰/۳۹   |
| ۳۸    | فاعلاتن فعلاتن فعلاتن فعلن       | رمل مثمن مخبون محذوف         | ۱     | ۰/۳۹   |
| ۳۹    | فعلاتن فعلاتن فعلاتن فعلن        | رمل مثمن مخبون مکفوف         | ۱     | ۰/۳۹   |
| ۴۰    | فاعلاتن فعلاتن فعلاتن فعلاتان    | رمل مثمن مخبون مسبغ          | ۱     | ۰/۳۹   |
| ۴۱    | فعلاتن فعلاتن فعلاتن فعلات       | رمل مثمن مخبون مقصور         | ۱     | ۰/۳۹   |
| ۴۲    | فاعلاتن مفاعلن فعلن              | خفیف مسدس مخبون اصلم         | ۱     | ۰/۳۹   |
| مجموع | اوزان و                          | بحور                         | ۲۶۰   | ۱۰۰/۰۰ |

از مجموع ۲۶۰ شعر ناصر خسرو قبادیانی:
1. تعداد ۵۴ یعنی ۲۰/۷۷ درصد قصایدش مردف (ردیف‌دار) هست.
2. بحر ۱۵۲ یعنی ۵۸/۴۶ درصد شعرها مثمن و ۱۰۸ یعنی ۴۱/۵۴ درصد مسدس است.
3. بحر ۲۸ یعنی ۱۰/۷۷ درصد سالم و ۲۳۲ یعنی ۸۹/۲۳ درصد غیرسالم است.
4. انواع بحور شعری:

| ردیف  | بحور       | بسامد | درصد   |
| ----- | ---------- | ----- | ------ |
| ۱     | بحر هزج    | ۷۱    | ۲۷/۳۱  |
| ۲     | بحر رمل    | ۵۰    | ۱۹/۲۳  |
| ۳     | بحر مضارع  | ۳۹    | ۱۵/۰۰  |
| ۴     | بحر متقارب | ۲۷    | ۱۰/۳۸  |
| ۵     | بحر منسرح  | ۱۹    | ۷/۳۰   |
| ۶     | بحر سریع   | ۱۵    | ۵/۷۷   |
| ۷     | بحر مجتث   | ۱۴    | ۵/۳۸   |
| ۸     | بحر خفیف   | ۱۲    | ۴/۶۲   |
| ۹     | بحر قریب   | ۱۲    | ۴/۶۲   |
| ۱۰    | بحر رجز    | ۱     | ۰/۳۹   |
| مجموع | بحور       | ۲۶۰   | ۱۰۰/۰۰ |

## ویژگی سبکی
برخی از مهم‌ترین ویژگی سبکی آثار ناصر خسرو قبادیانی عبارتند از:
- استفاده معتدل از صنایع لفظی؛
- کاربرد بحرهای سنگین (بحر هر قصیده دیوان در ابتدای آن مشخص شده‌است) و عدم استفاده از وزن‌های ضربی؛
- محور عمودی قوی در اشعار (پیوستگی میان عناصر شعری در محور عمودی)؛
- تعقید لفظی (تغییر در ارکان جمله و فهم دشوار آنها)؛
- استفاده از تمثیلات، تعابیر و آیات قرآنی؛
- کاربرد فراوان تشبیه و استعاره؛
- استفاده از مفاهیم فلسفی و اصطلاحات منطقی؛
- ساخت واژه‌های معادل برای کلمات عربی؛
- عدم استفاده از الفاظ رکیک در کلام؛
- استفاده از شعر به عنوان ابزار تبلیغ مذهب اسمعیلیه؛
- انتقاد سخت از اوضاع اجتماعی زمانه؛
- گزینش قافیه (گاهی در انتخاب قافیه خود را به زحمت می‌انداخت)؛
- استفاده از قید «اندر»؛ کاربرد مفعول صریح با پیشوند «مر»؛
- استفاده از «همی» بر سر فعل‌ها؛
- حذف افعال به قرینه؛
- صبغه دینی در عناصرِ صور خیال.

بجز سفرنامه (که به سبک غزنوی است) بقیه آثارش به شیوه سبک سامانی نگاشته شده‌است.

## دیوان‌های منتشرشده
1. دیوان حکیم ابومعین حمیدالدین ناصر بن خسرو قبادیانی: مشتمل است بر: روشنائی‌نامه، سعادت‌نامه،... به‌اهتمام: نصرالله تقوی؛ مقدمه: سیدحسن تقی‌زاده؛ مصحح: مجتبی مینوی، تهران: معین، ۱۳۸۰، ISBN 9645643805
2. دیوان حکیم ابومعین حمیدالدین ناصر بن خسرو قبادیانی مصحح: نصرالله تقوی؛ ویراستار: سیدمحسن آثارجوی، تهران: سنایی، ۸۰۲ صفحه، ۱۳۸۹، ISBN 9789648746389
3. دیوان حکیم ناصر خسرو قبادیانی: بر پایه کهن‌ترین نسخه خطی مکتوب به سال ۷۳۶، مصحح: مجتبی مینوی، مهدی محقق، تهران: دانشگاه تهران، ۶۱۶ صفحه ، چاپ ۶، ۱۳۸۵، ISBN 9640341827
4. دیوان حکیم ناصر خسرو: متن انتقادی همراه با شرح، مصحح: جعفر شعار، کامل احمدنژاد، قطره، ۷۶۸ صفحه، ۱۳۷۸، ISBN 9783410536
5. دیوان ناصر خسرو حکیم ناصربن خسرو بن حارث القبادیانی البلخی المروزی، تهران: سیمای دانش، ۵۴۸ صفحه - چاپ ۳، ۱۳۷۸، ISBN 9645693267
6. دیوان ناصر خسرو قبادیانی مصحح: سید نصرالله تقوی؛ مقدمه: سید حسن تقی‌زاده و مجتبی مینوی، تهران: اساطیر، ۸۱۶ صفحه، ۱۳۸۶، ISBN 9643313891
7. دیوان ناصر خسرو قبادیانی مصحح: عزیزالله علیزاده، تهران: فردوس، ۶۸۸ صفحه، ۱۳۸۹، ISBN 9789643204235
8. دیوان ناصر خسرو: حکیم ناصربن خسرو بن حارث القبادیانی البلخی المروزی، تهران:نشر آزادمهر، ۵۴۲، ۱۳۸۱، ISBN 9649634420
9. دیوان ناصر خسرو: ناصرخسرو، تهران: نگاه، ۵۴۶ صفحه، ۱۳۷۳، ISBN 9789643510763
10. دیوان ناصر خسرو، تهران: آدینه سبز، ۴۱۲ صفحه، ۱۳۹۳، ISBN 9786006745832
11. دیوان ناصر خسرو؛ مقدمه: محمدحسن فروزانفر، مصحح: نصرالله تقوی، تهران: ثالث، ۵۶۲ صفحه، ۱۳۹۲، ISBN 9789643808112
12. دیوان ناصرخسرو، تهران: اندیشه مولانا، ۶۵۲ صفحه، ۱۳۹۶، ISBN 9786007088272
13. دیوان ناصر خسرو قبادیانی، تهران: آثار قلم، ۶۵۲ صفحه، ۱۳۹۶، ISBN 9786006624167
14. دیوان ناصر خسرو قبادیانی، تهران: پورنگ، ۴۰۸ صفحه، ۱۳۹۴، ISBN 9789649231281
15. دیوان ناصرخسرو قبادیانی، تهران: پیام عدالت، ۵۵۲ صفحه، ۱۳۹۰، ISBN 9789641521471
16. دیوان ناصرخسرو قبادیانی، تهران: حسام، ۴۰۸ صفحه، ۱۳۹۴، ISBN 9789646850316
17. دیوان ناصر خسرو قبادیانی، گردآورنده: علی‌اصغر طاهری، محمد طاهری، تهران: داریوش، ۴۱۲ صفحه، ۱۳۹۰، ISBN 9786009229741
18. دیوان ناصرخسرو، تهران: کومه، ۶۵۲ صفحه، ۱۳۹۶، ISBN 9786006237862
19. دیوان ناصرخسرو، مقدمه:سیدحسن تقی‌زاده، تهران: خانه فرهنگ و هنر گویا، ۵۳۶ صفحه، ۱۳۹۸، ISBN 9786008064299
20. دیوان ناصرخسرو، ویراستار: شریعت طاهری، تهران: پیمان، ۴۵۸ صفحه، چاپ ۳، ۱۳۸۴، ISBN 9645981727
21. دیوان و سفرنامه حکیم ابومعین حمیدالدین ناصر بن خسرو قبادیانی، شارح: امیر نیک‌سرشت، تهران: پیرامید، ۶۸۲ صفحه، ۱۳۹۵، ISBN 9786006361659